# Abydos (Klein-Azië)

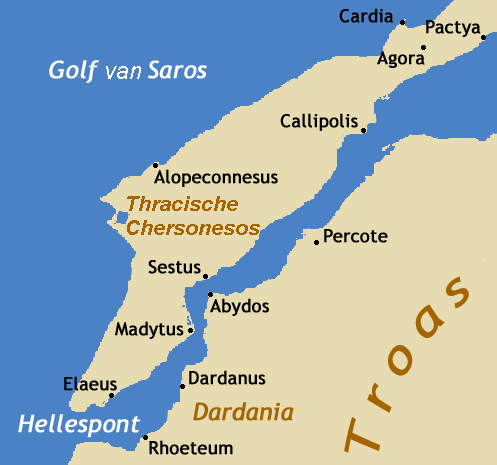
Kaart van de Thracische Chersonesos waarop Abydos is aangeduid.

Abydos (Oudgrieks: Ἄβυδος) was in de klassieke oudheid een belangrijke havenstad, een polis, aan de Hellespont, de tegenwoordige Dardanellen. Het lag op de Aziatische oever in Anatolië tegenover Sestus, dus tegenover het schiereiland Thracische Chersonesos, dat nu Gallipoli heet. Abydos is in de Griekse mythologie beroemd door de liefde van Leander voor Hero.
Als gevolg van haar strategische ligging, haar veilige haven alsook het heffen van tol, visvangst en bodemschatten was het de belangrijkste Griekse stad aan de Hellespont.
Abydos wordt voor het eerst vermeld bij Homeros als bondgenoot van Troje. Het was waarschijnlijk een Thracische stad, zoals Strabo vermeldt, maar werd nadien als kolonie van de Milesiërs hersticht in de eerste helft van de 7e eeuw v.Chr., met de instemming van Gyges, koning van Lydië. Het was sinds 514 of 496 v.Chr. Perzisch. Koning Darius zou het in 512 in brand gestoken hebben. Xerxes I liet er in 480 v.Chr. een brug van Azië naar Europa slaan. De stad was sinds 480/79 v.Chr. lid van de Attischer Zeebond, totdat het in 411 v.Chr. rebelleerde en een bondgenootschap met Sparta aanging, dat tot 394 v.Chr. duurde. Koning Agesilaüs II van Sparta kwam toen hij naar Griekenland terugkeerde langs Abydos.
Met de Koningsvrede van 387/6 v.Chr. kwam ze weer onder Perzische heerschappij tot 334 v.Chr. Toen Alexander de Grote de Hellespont passeerde gooide hij een speer naar Abydos en eiste daarmee Azië op. Na 281 v.Chr. behoorde de stad aan het Seleucidische Rijk toe. Het werd in 200 v.Chr. na een onsuccesvolle doch roemrijke opstand tegen Philippos V verwoest. Abydos viel na 188 v.Chr. onder de heerschappij van Pergamon, met de annexatie door Rome van het rijk van Pergamon in 133 v.Chr. werd de Abydos Romeins.
Er werden vanaf het begin van de 5e eeuw v.Chr. tot het midden van de 3e eeuw n.Chr munten geslagen. In de tijd van het Byzantijnse Rijk stond ze als tolpost en bisschopszetel bekend. In de middeleeuwen werd Abydos door de Turken verlaten, die aan de overkant van de Dardanellen onder sultan Mehmet II, in ongeveer 1456, de stad Çanakkale stichtten. Zij bouwden daar een vesting om de Dardanellen te beschermen.
De plaats waar Abydos lag is militair terrein en verboden gebied.

## Gelijknamige stad in Egypte
- Abydos, tegenwoordig El-'Araba el Madfoena, kreeg van de Grieken dezelfde naam